# Liste der denkmalgeschützten Objekte in Česká Lípa
Grundlage dieser Liste der denkmalgeschützten Objekte in Česká Lípa ist die ÚSKP-Liste (Ústřední seznam kulturních památek České republiky, deutsch Zentrale Liste der Kulturdenkmäler der Tschechischen Republik), die von der tschechischen Denkmalschutzbehörde NPÚ (Národní památkový ústav, deutsch Nationale Denkmalbehörde) seit 1987 geführt wird und an die seit dem Jahr 1850 geschaffenen Listen anschließt.

## Denkmalgeschützte Objekte in der Stadt Česká Lípa nach Ortsteilen

### Česká Lípa(Böhmisch Leipa)
| Lage                                                                                        | Objekt                                                                                    | Beschreibung | ÚSKP-Nr.                  | Bild                                                           |
| ------------------------------------------------------------------------------------------- | ----------------------------------------------------------------------------------------- | --- | ------------------------- | -------------------------------------------------------------- |
| Česká Lípa, náměstí T. G. Masaryka (Standort)                                               | Dreifaltigkeitssäule                                                                      | Dreifaltigkeitssäule | 22311/5-2779 Info Katalog | weitere Bilder                                                 |
| Česká Lípa, náměstí T. G. Masaryka (Standort)                                               | Brunnen                                                                                   | Brunnen | 46587/5-2780 Info Katalog | weitere Bilder                                                 |
| Česká Lípa, náměstí T. G. Masaryka 1/1 (Standort)                                           | Rathaus                                                                                   | Rathaus | 50709/5-5883 Info Katalog | weitere Bilder                                                 |
| Česká Lípa, náměstí T. G. Masaryka 2/2 (Standort)                                           | Bürgerhaus Nr. 2                                                                          | Bürgerhaus, jetzt städtisches Informationszentrum | 50789/5-5884 Info Katalog | weitere Bilder                                                 |
| Česká Lípa, náměstí T. G. Masaryka 3/3 (Standort)                                           | Bürgerhaus Nr. 3                                                                          | Bürgerhaus | 19837/5-2786 Info Katalog | Bürgerhaus Nr. 3                                               |
| Česká Lípa, náměstí T. G. Masaryka 4/4 (Standort)                                           | Bürgerhaus Nr. 4                                                                          | Bürgerhaus | 14121/5-2787 Info Katalog | Bürgerhaus Nr. 4                                               |
| Česká Lípa, náměstí T. G. Masaryka 132/11 (Standort)                                        | Bürgerhaus Nr. 11                                                                         | Bürgerhaus, jetzt Hotel Morris | 28014/5-2788 Info Katalog | Bürgerhaus Nr. 11                                              |
| Česká Lípa, náměstí T. G. Masaryka 171/23 (Standort)                                        | Bürgerhaus Nr. 23                                                                         | Bürgerhaus | 44039/5-5345 Info Katalog | Bürgerhaus Nr. 23                                              |
| Česká Lípa, náměstí T. G. Masaryka 172/24 (Standort)                                        | Bürgerhaus Nr. 24                                                                         | Bürgerhaus | 36532/5-2789 Info Katalog | weitere Bilder                                                 |
| Česká Lípa, náměstí T. G. Masaryka 195/28 (Standort)                                        | Bürgerhaus Nr. 28                                                                         | Bürgerhaus | 47280/5-2791 Info Katalog | Bürgerhaus Nr. 28                                              |
| Česká Lípa, náměstí T. G. Masaryka 198/31 (Standort)                                        | Bürgerhaus Nr. 31                                                                         | Bürgerhaus, jetzt Bar Split | 23028/5-2790 Info Katalog | weitere Bilder                                                 |
| Česká Lípa, Škroupovo náměstí 137/2 (Standort)                                              | Bürgerhaus Škroupovo náměstí 2                                                            | Bürgerhaus | 27927/5-2792 Info Katalog | Bürgerhaus Škroupovo náměstí 2                                 |
| Česká Lípa, Škroupovo náměstí 138/3 (Standort)                                              | Schule                                                                                    | ehem. Schule, jetzt Kinderhaus Libertin | 27746/5-2793 Info Katalog | Schule                                                         |
| Česká Lípa, Škroupovo náměstí 139/4, Prokopa Holého (Standort)                              | Bürgerhaus Škroupovo náměstí 4                                                            | Bürgerhaus | 41400/5-2794 Info Katalog | Bürgerhaus Škroupovo náměstí 4                                 |
| Česká Lípa, Tržní 159/1, Prokopa Holého (Standort)                                          | Tržní 1                                                                                   | Ruine, nur noch zwei Umfassungsmauern | 10686/5-5626 Info Katalog | Tržní 1                                                        |
| Česká Lípa, náměstí Osvobození 297/1 (Standort)                                             | Augustinerkloster – Heimatmuseum                                                          | ehemaliges Augustinerkloster, vierflügelige Anlage mit der Basilika Allerheiligen, vollendet 1707, Umbau in den 1860er Jahren, jetzt Heimatmuseum: - Kirche Allerheiligen - Kloster Nr. 297 - Statue des hl. Johannes von Nepomuk mit Sockel, Südseite des Klosters - Sühnekreuz, im Hof des Klosters - Säule mit Monstranzen und Engeln, zwischen Kloster und Loreta (jetzt in der Siedlung Slovanka, Železničářská) - Loreta - Ambit - Kapelle der Heiligen Dreifaltigkeit, an der Westseite des Komplexes, in der Loretánská-Straße - Statue des hl. Johannes von Nepomuk, an der Kreuzung der Straßen Paní Zdislavy / Loretánská - Klostergarten, südlich vom Kloster - Einfriedung | 23304/5-2777 Info Katalog | weitere Bilder                                                 |
| Česká Lípa, náměstí Osvobození 297/1, Loretánské ulice, im Klostergarten (Standort)         | Statue des Erzengels Michael aus Kravaře                                                  | Statue am Eingang zum Museumsgarten, urspr. in Kravaře | 52735/5-3056 Info Katalog | Statue des Erzengels Michael aus Kravaře                       |
| Česká Lípa, náměstí Osvobození 297/1, im Klostergarten (Standort)                           | Statue des gegeißelten Christus aus Mařenice                                              | Statue im Museumsgarten, urspr. am Kalvarienberg in Mařenice. | 47678/5-3125 Info Katalog | Statue des gegeißelten Christus aus Mařenice                   |
| Česká Lípa, náměstí Osvobození 297/1, im Klostergarten (Standort)                           | Statue Unserer Lieben Frau der Schmerzen aus Stráž pod Ralskem                            | Statue im Museumsgarten, urspr. in Stráž pod Ralskem | 52873/5-3290 Info Katalog | Statue Unserer Lieben Frau der Schmerzen aus Stráž pod Ralskem |
| Česká Lípa, náměstí Osvobození 297/1, im Klostergarten (Standort)                           | Skulpturengruppe Pietà aus Stvolínky                                                      | Skulpturengruppe im Museumsgarten, urspr. in Stvolínky | 54621/5-3315 Info Katalog | Skulpturengruppe Pietà aus Stvolínky                           |
| Česká Lípa, náměstí Osvobození 297/1, im Klostergarten (Standort)                           | Skulpturengruppe Pietà aus Zákupy                                                         | Skulpturengruppe im Museumsgarten, urspr. in Zákupy | 54630/5-3435 Info Katalog | Skulpturengruppe Pietà aus Zákupy                              |
| Česká Lípa, náměstí Osvobození 297/1, im Klostergarten (Standort)                           | Statue des hl. Antonius aus Pihel                                                         | Statue im Museumsgarten, urspr. in Pihel | 54609/5-3212 Info Katalog | Statue des hl. Antonius aus Pihel                              |
| Česká Lípa, Náměstí Osvobození, im Klostergarten (Standort)                                 | Sockel der Statue des hl. Johannes von Nepomuk aus Manušice                               | Sockel der Statue des hl. Johannes von Nepomuk, urspr. in Manušic | 54603/5-3123 Info Katalog | Sockel der Statue des hl. Johannes von Nepomuk aus Manušice    |
| Česká Lípa, náměstí Osvobození 297/1, im Klostergarten (Standort)                           | Sühnekreuz aus Častolovice                                                                | Sühnekreuz im Museumsgarten, westl. vom Amphitheater, urspr. in Častolovice | 54575/5-2871 Info Katalog | weitere Bilder                                                 |
| Česká Lípa, Augustinerkloster, im Klostergarten, südöstlicher Bereich (Standort)            | Dreifaltigkeitssäule aus Dolní Libchavy                                                   | Dreifaltigkeitssäule im Museumsgarten, urspr. in Dolní Libchava | 52395/5-2892 Info Katalog | Dreifaltigkeitssäule aus Dolní Libchavy                        |
| Česká Lípa, náměstí Osvobození 297/1, im Klostergarten (Standort)                           | Statue Unserer Lieben Frau der Schmerzen aus Mařenice                                     | Statue im Museumsgarten, urspr. am Kalvarienberg bei Mařenice. | 47678/5-3125 Info Katalog | Statue Unserer Lieben Frau der Schmerzen aus Mařenice          |
| Česká Lípa, náměstí Osvobození 297/1, im Klostergarten (Standort)                           | Dreifaltigkeitssäule aus Mařenice                                                         | Dreifaltigkeitssäule im Museumsgarten, an der Südseite des Klosters, urspr. in Mařenice | 54602/5-3122 Info Katalog | Dreifaltigkeitssäule aus Mařenice                              |
| Česká Lípa, Paní Zdislavy 300/5 (Standort)                                                  | Bürgerhaus Paní Zdislavy 5                                                                | Bürgerhaus, jetzt Antiquariat | 23200/5-2816 Info Katalog | Bürgerhaus Paní Zdislavy 5                                     |
| Česká Lípa, Sokolská 258/32 (Standort)                                                      | Bürgerhaus Sokolská 32                                                                    | Bürgerhaus | 14206/5-2802 Info Katalog | Bürgerhaus Sokolská 32                                         |
| Česká Lípa, Jindřicha z Lipé 113/24, náměstí Edvarda Beneše (Standort)                      | Haus Kavárna Union                                                                        | Jugendstilhaus, Café Union und Geschäftshaus | 33401/5-5007 Info Katalog | weitere Bilder                                                 |
| Česká Lípa, Hrnčířská 721/44, Smetanovo nábřeží (Standort)                                  | Kirche der hl. Maria Magdalena mit Pfarrhaus (Kostel svaté Máří Magdaleny s proboštstvím) | Kirche der hl. Maria Magdalena mit Pfarrhaus | 33485/5-2775 Info Katalog | weitere Bilder                                                 |
| Česká Lípa, Berkova 100/5, Zámecká (Standort)                                               | Bürgerhaus, genannt Kounicův dům                                                          | Bürgerhaus, auch Kounicův dům genannt, 2015 abgebrannt | 23403/5-2808 Info Katalog | weitere Bilder                                                 |
| Česká Lípa, Erbenova 29/1, Zámecká (Standort)                                               | Bürgerhaus Erbenova 1                                                                     | Bürgerhaus (Wohn- und Geschäftshaus) | 18207/5-2810 Info Katalog | Bürgerhaus Erbenova 1                                          |
| Česká Lípa, Zámecká 54/21 (Standort)                                                        | Bürgerhaus Zámecká 21                                                                     | Bürgerhaus (Wohn- und Geschäftshaus) | 38858/5-2814 Info Katalog | Bürgerhaus Zámecká 21                                          |
| Česká Lípa, Zámecká 63 (Standort)                                                           | Wasserburg Lipý (Vodní hrad Lipý)                                                         | Wasserburg Lipý | 33047/5-2772 Info Katalog | weitere Bilder                                                 |
| Česká Lípa, U Vodního hradu 57/27 (Standort)                                                | Rotes Haus (Červený dům)                                                                  | Steinhaus, Renaissance-Lustschloss, war später ein Museum und Lagerhaus | 46637/5-2773 Info Katalog | weitere Bilder                                                 |
| Česká Lípa, Moskevská 82/6 (Standort)                                                       | Bürgerhaus Moskevská 6                                                                    | Bürgerhaus | 21196/5-2804 Info Katalog | weitere Bilder                                                 |
| Česká Lípa, Moskevská, Starý Újezd (Standort)                                               | Kirche der hl. Kreuzerhöhung (Kostel Povýšení svatého Kříže)                              | Kirche der hl. Kreuzerhöhung, einschl. Park (ehemaliger Friedhof) | 29320/5-2774 Info Katalog | weitere Bilder                                                 |
| Česká Lípa, Starý Újezd 646/1 (Standort)                                                    | Grabstätte Wilhelm Horn (Hrob Viléma Horna)                                               | Grabstätte der Familie Horn auf dem neuen Friedhof | 27926/5-2785 Info Katalog | Grabstätte Wilhelm Horn (Hrob Viléma Horna)                    |
| Česká Lípa, Moskevská 651/51 (Standort)                                                     | Brauerei                                                                                  | Brauerei, betrieben bis 1948 | 24769/5-2803 Info Katalog | weitere Bilder                                                 |
| Česká Lípa, Moskevská 658/61 (Standort)                                                     | Bürgerhaus Moskevská 61                                                                   | Bürgerhaus, jetzt Restaurant Arbes, unterhalb des Krankenhauses | 28334/5-2807 Info Katalog | Bürgerhaus Moskevská 61                                        |
| Česká Lípa, U Kartounky 670/38 (Standort)                                                   | Kartonagenfabrik (Kartounka)                                                              | Areal der Firma Polydekor | 19786/5-2815 Info Katalog | weitere Bilder                                                 |
| Česká Lípa, Partyzánská, Máchova (Standort)                                                 | Bildstock                                                                                 | Bildstock – Steinsäule mit Reliefdekor und der Statue des hl. Johannes von Nepomuk | 31720/5-2784 Info Katalog | Bildstock                                                      |
| Česká Lípa, Jiráskova 707/28 (Standort)                                                     | Jiráskova 28                                                                              | Bürgerhaus, sog. Brumofův dům, benannt nach dem Besitzer Josef Brumof | 13994/5-2811 Info Katalog | weitere Bilder                                                 |
| Česká Lípa, Jiráskova 713/14 (Standort)                                                     | Bürgerhaus Jiráskova 14                                                                   | Bürgerhaus | 10261/5-5562 Info Katalog | Bürgerhaus Jiráskova 14                                        |
| Česká Lípa, Mariánská 204/5, Vězeňská (Standort)                                            | Bürgerhaus Mariánská 5                                                                    | Bürgerhaus | 19033/5-2796 Info Katalog | Bürgerhaus Mariánská 5                                         |
| Česká Lípa, Vězeňská 189/4 (Standort)                                                       | Museum Šatlava                                                                            | Haus Šatlava – ehemaliges Stadtgefängnis, jetzt Archäologisches Museum Šatlava, Außenstelle des Heimatmuseums | 27882/5-2795 Info Katalog | weitere Bilder                                                 |
| Česká Lípa, Mariánská 532/9 (Standort)                                                      | Bürgerhaus Mariánská 9                                                                    | Bürgerhaus | 19861/5-2797 Info Katalog | Bürgerhaus Mariánská 9                                         |
| Česká Lípa, Mariánská 601/30 (Standort)                                                     | Bürgerhaus Mariánská 30                                                                   | Bürgerhaus | 15695/5-2800 Info Katalog | Bürgerhaus Mariánská 30                                        |
| Česká Lípa, Mariánská 539/23 (Standort)                                                     | Bürgerhaus Mariánská 23                                                                   | Bürgerhaus | 19825/5-2798 Info Katalog | Bürgerhaus Mariánská 23                                        |
| Česká Lípa, Mariánská 595/42 (Standort)                                                     | Bürgerhaus Mariánská 42                                                                   | Bürgerhaus | 16306/5-2799 Info Katalog | Bürgerhaus Mariánská 42                                        |
| Česká Lípa, Palackého náměstí (Standort)                                                    | Kirche Mariä Geburt (Kostel Narození Panny Marie)                                         | Barockkirche Mariä Geburt | 18743/5-2776 Info Katalog | weitere Bilder                                                 |
| Česká Lípa, Palackého náměstí 576/46, Mariánská 576/46 (Standort)                           | Bürgerhaus Mariánská 576                                                                  | Bürgerhaus | 18817/5-2801 Info Katalog | Bürgerhaus Mariánská 576                                       |
| Česká Lípa, Roháče z Dubé 1250/24 (Standort)                                                | Evangelische Kirche (Kostel Mistra Jana Husa)                                             | Evangelische Kirche | 106546 Info Katalog       | weitere Bilder                                                 |
| Česká Lípa, U Střelnice, Roháče z Dubé, im südlichen Teil des Střelnice-Viertels (Standort) | Alter Jüdischer Friedhof (Starý židovský hřbitov)                                         | Alter Jüdischer Friedhof | 24003/5-2778 Info Katalog | weitere Bilder                                                 |
| Česká Lípa, Železničářská, Siedlung Slovanka (Standort)                                     | Obelisk – Säule mit Monstranz und Engeln                                                  | Säule mit Monstranz und Engeln, Obelisk – Denkmal für das Auffinden einer gestohlenen Monstranz | 54564/5-2782 Info Katalog | weitere Bilder                                                 |
| Česká Lípa, Lukostřelecká 796 (Standort)                                                    | Wirtshaus U lukostřelce                                                                   | ehem. Wirtshaus, um 1977 abgerissen, Denkmalschutz 2020 aufgehoben | 54675/5-4835 Info Katalog | weitere Bilder                                                 |
| Česká Lípa, původně za rolnickou školou v České Lípě, nyní u muzea (Standort)               | Sühnekreuz                                                                                | Sühnekreuz | 54565/5-2783 Info Katalog | weitere Bilder                                                 |

### Dubice (Klein Eicha)
| Lage                             | Objekt     | Beschreibung                     | ÚSKP-Nr.                  | Bild |
| -------------------------------- | ---------- | -------------------------------- | ------------------------- | ---- |
| Dubice, westl. von der Brücke () | Sühnekreuz | Sühnekreuz, nicht mehr vorhanden | 54569/5-2818 Info Katalog |      |

### Dolní Libchava (Niederliebich)
| Lage                                             | Objekt                    | Beschreibung                                                                                  | ÚSKP-Nr.                  | Bild                 |
| ------------------------------------------------ | ------------------------- | --------------------------------------------------------------------------------------------- | ------------------------- | -------------------- |
| Dolní Libchava, Děčínská, přes Šporku (Standort) | Straßenbrücke mit Statuen | Straßenbrücke mit Statuen des hl. Antonius und hl. Johannes von Nepomuk, nicht mehr vorhanden | 54032/5-2893 Info Katalog | BW                   |
| Dolní Libchava (Standort)                        | Dreifaltigkeitssäule      | Dreifaltigkeitssäule, jetzt im Klostergarten von Česká Lípa                                   | 52395/5-2892 Info Katalog | Dreifaltigkeitssäule |

### Lada (Jägersdorf)
| Lage                   | Objekt                                                   | Beschreibung                                        | ÚSKP-Nr.                  | Bild           |
| ---------------------- | -------------------------------------------------------- | --------------------------------------------------- | ------------------------- | -------------- |
| Lada, Dolní (Standort) | Kapelle Mariä Himmelfahrt(Kaple Nanebevzetí Panny Marie) | Kapelle Mariä Himmelfahrt, jetzt wieder restauriert | 34462/5-2820 Info Katalog | weitere Bilder |

### Manušice (Manisch)
| Lage                | Objekt                                         | Beschreibung                                                                          | ÚSKP-Nr.                  | Bild                                           |
| ------------------- | ---------------------------------------------- | ------------------------------------------------------------------------------------- | ------------------------- | ---------------------------------------------- |
| Manušice (Standort) | Sockel der Statue des hl. Johannes von Nepomuk | Sockel der Statue des hl. Johannes von Nepomuk, jetzt im Klostergarten von Česká Lípa | 54603/5-3123 Info Katalog | Sockel der Statue des hl. Johannes von Nepomuk |

### Častolovice (Schaßlowitz)
| Lage                                                                 | Objekt    | Beschreibung | ÚSKP-Nr.                  | Bild           |
| -------------------------------------------------------------------- | --------- | ------------ | ------------------------- | -------------- |
| Častolovice, am südöstl. Ortsrand, in der Nähe von če. 16 (Standort) | Bildstock | Bildstock    | 54576/5-2872 Info Katalog | weitere Bilder |

### Písečná (Pießnig)
| Lage                                        | Objekt     | Beschreibung | ÚSKP-Nr.                  | Bild       |
| ------------------------------------------- | ---------- | ------------ | ------------------------- | ---------- |
| Písečná, am Weg östlich vom Dorf (Standort) | Sühnekreuz | Sühnekreuz   | 29399/5-3215 Info Katalog | Sühnekreuz |

### Dobranov (Dobern)
| Lage                          | Objekt                                     | Beschreibung                                 | ÚSKP-Nr.                  | Bild           |
| ----------------------------- | ------------------------------------------ | -------------------------------------------- | ------------------------- | -------------- |
| Dobranov 4 (Standort)         | Pfarrhaus                                  | ehem. Pfarrhaus, jetzt Kindergarten Pastelka | 21214/5-2874 Info Katalog | Pfarrhaus      |
| Dobranov (Standort)           | Kirche des hl. Georg (Kostel svatého Jiří) | Barockkirche St. Georg                       | 42112/5-2873 Info Katalog | weitere Bilder |
| Dobranov 60 (91?) (Standort)  | Bauernhaus Nr. 60 (91?)                    | Bauerngehöft, zweigeschossiges Holzhaus      | 54577/5-2875 Info Katalog | BW             |
| Dobranov 131 (31?) (Standort) | Bauernhaus Nr. 131 (31?)                   | Bauerngehöft, existiert nicht mehr           | 54578/5-2876 Info Katalog | BW             |

### Okřešice (Aschendorf)
| Lage                       | Objekt                                                            | Beschreibung                        | ÚSKP-Nr.                  | Bild                                                              |
| -------------------------- | ----------------------------------------------------------------- | ----------------------------------- | ------------------------- | ----------------------------------------------------------------- |
| Okřešice, náves (Standort) | Säule mit Statue des hl. Prokop (Pilíř se sochou svatého Prokopa) | Bildstock mit Statue des hl. Prokop | 28038/5-3192 Info Katalog | Säule mit Statue des hl. Prokop (Pilíř se sochou svatého Prokopa) |